# Garcinia subelliptica
Garcinia subelliptica är en tvåhjärtbladig växtart som beskrevs av Elmer Drew Merrill. Garcinia subelliptica ingår i släktet Garcinia och familjen Clusiaceae. Inga underarter finns listade i Catalogue of Life.

## Bildgalleri

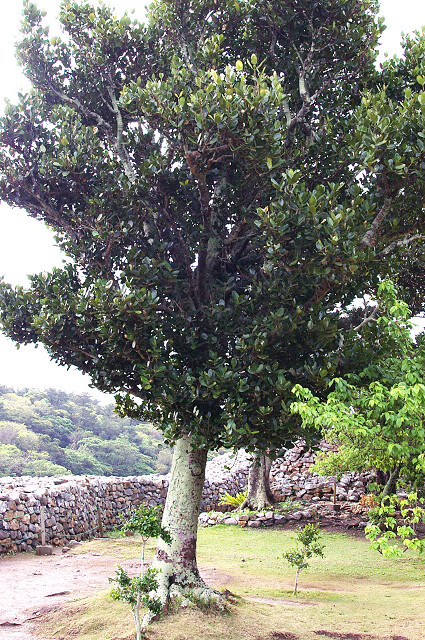
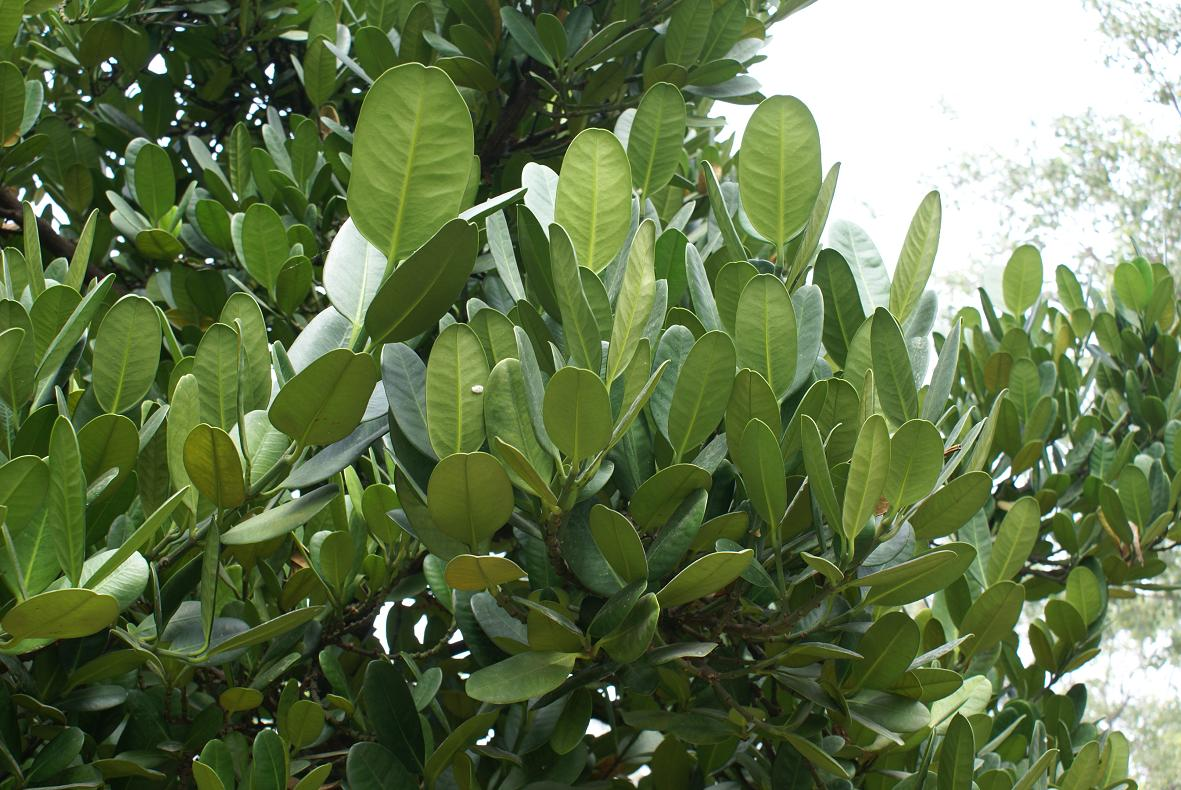